# Одиша
Одиша је савезна држава Индије са површином од 155.707 km² и 36.706.920 становника (стање: 1. јан. 2001). Налази се на источној обали Индије. На северу се граничи са Џаркандом, на североистоку са Западним Бенгалом, на истоку је Бенгалски залив, на југу је Андра Прадеш и на западу је Чатисгар. Релативно дуга обала је без добрих лука, сем једне у Парадипу. Уски обални појас заједно са делтом реке Маханади је изузетно плодан.
У Ориси се налази Хиракунд брана, најдужа брана на свету. Током године има јако много кише, а жетва је два пута годишње. Одиша је позната и по јаким циклонима. Октобра 1999. тропски циклон 05B изазвао је велику штету и 10.000 мртвих.
Уриса је позната по својим храмовима у Конарку, Пурију и Бубанешвару. Одиша је популарна туристичка дестинација. Хиљаде туриста посећују Пури са Џаганат храмом близу мора, Конарк са храмом Сунца и Лингараја храм у Бубанесвару.
Одиша има дугу обалу и има велико минерално богатство на стратешкој локацији. Због тога привлачи стране инвестиције у челичане, прераду алуминија, електране, рафинерије и инфраструктуру. Постаје доста значајна и за информационе технологије и као аутсорсинг центар.

## Географија
Главни град Одише је Бубанешвар. Познат је по предивним храмовма, а има их око 1000. Близу се налази и Пури, око 60 km дуж обале Бенгалског залива. Пури је чувени свети град, а годишњи фестивал божанства Џаганата у Пури представља један од 4 света и најважнија хиндуска места.
Чота Нагпур је висораван, која заузима западне и северне делове државе. Плодна алувијална низија налази се уз обалу у долини река Маханади, Брахмани и Бајтарани. У тим алувијалним низијама гаји се интензивно пиринач. Иако је постојала јака сеча шума, Одиша још увек има много резервата. Језеро Чилка у делти реке Маханади представља највеће обално језеро у Индији.

## Историја
У античка времена у Одиии је било краљевство Калинга, које је контролисало и трговало већином Бенгалског залива. Неколико векова велики део јужне и југоисточне Азије био је под њиховим утицајем. Храм у Ангкор Вату је пример архитектуре, која је настала под одишанско-индијским утицајима. Људи из Одише су колонизовали неке делове јужне и југоисточне Азије (Шри Ланка, Камбоџа, Јава, Суматра, Бали, Вијетнам и Тајланд). Многи краљеви Шри Ланке били су пореклом из Одише из краљевства Калинга. Калинга краљеви су успоставили хинду краљевство у Џафни на Шри Ланки, преотевши тај део од синхалешких будиста.
Велики рат се водио 261. п. н. е. у Калинга краљевству. Краљ Маурија царства Ашока напао је Калингу, али одбрана краљевства Калинге је била херојска. Калинга рат је навео Ашоку да прихвати будистичко учење и ненасиље. Ашока је после тога рата издао едикте, којима је увео праведну администрацију у Калинги. Касније Ашока шири будистичку филозофију целом Азијом. У другом веку п. н. е. у Калинги владају Џаина краљеви. Проширили су територију и на делове тамилске територије. Краљ Каравела је заслужан за монастирске пећине Удајагири и Кандагири. После владају различите династије: постаје и део царства Харша. Краљ Јајати је 795. ујединио Калингу и још два краљевства и саградио је чувени Џаганат храм у Пурију. Краљ Насасима Дев је саградио храм Сунца у Конарку. Могули су окупирали Орису 1576. Марате су преузели власт 1751. Британска источноиндијска компанија је заузела Орису након Другог англо-маратског рата. После поплава и глади током 1866. велики иригациони пројекти су поправили ситуацију.

## Економија
Петина индијских резерви угља се налази у Одиши. Исто тако има четвртину гвоздене руде и трећину резерви боксита и већину хрома. Велики је прилив инвестиција у челичане, прераду алуминијума, рафинерије, луке и електричне централе. Велика је присутност и фирми из ИТ сектора. Одиша је била прва индијска држава, која је кренула у структурне реформе. Прва је приватизовала пренос и дистрибуцију електричне енергије. Поско из Јужне Кореје намерава да сагради 12 милијарди долара вредну челичану. Митал намерава да инвестира 10 милијарди долара, а руска Магнитогорск компанија исто има намеру инвестиција од 10 милијарди долара. У производњи електричне енергије Анил Амбани Група гради 13 милијарди долара вредну електричну централу. Парадип је једина велика лука у Одиши, али и обалски градови Дамра и Гопалпур се развијају у веће луке. Индијска влада намерава да да у том подручју дуж обале сагради шест специјалних зона.

## Галерија
- Џаганат храм у Пурију
- Точак из Конарка
- Камени рад у Конарку